# Clave Única de Identificación Tributaria
La Clave Única de Identificación Tributaria (CUIT) es una clave que se utiliza en el sistema tributario de la República Argentina para poder identificar correctamente a las personas físicas o jurídicas autónomas de la República Argentina, susceptibles de tributar o tener que ser individualizadas de alguna manera por los entes de control. Las claves son asignadas por la Agencia de Recaudación y Control Aduanero (ARCA), para poder confeccionar el registro o censo de las mismas, para efectos administrativos y tributarios.
La CUIT fue creada en 1987 cuando el director general de la Dirección General Impositiva era Carlos Marcelo Da Corte, durante la presidencia de Raúl Alfonsín, en virtud de lo dispuesto por la Ley 23.495. Su uso se hizo obligatorio ante todos los organismos del gobierno nacional en agosto de 1998.

## Composición
Consta de un total de once (11) cifras: dos dígitos iniciales que indican el tipo global, seguido por ocho dígitos que corresponden, en el caso de personas físicas, al número de Documento Nacional de Identidad, y en el caso de empresas a un número de sociedad asignado por la AFIP, y finalmente un dígito verificador.

## Otros nombres
Para quienes trabajan en relación de dependencia, el mismo código toma el nombre de Código Único de Identificación Laboral (CUIL).
Quienes necesitan realizar operaciones que implican el pago de tributos (tal como varios tipos de compraventas registradas), pero que no clasifican como empleados o trabajadores autónomos, también pueden obtener de la misma agencia una "Clave de Identificación" (CDI).

## La CUIT como dato personal de carácter público
La Clave Única de Identificación Tributaria de las personas físicas es un dato personal, en la medida que vincula a una persona con su identificación tributaria. No obstante, conforme la legislación argentina en materia de datos personales, en particular el artículo 5 de la Ley 25.326 de Protección de Datos Personales, la CUIT es unos de los datos de carácter personal que no requieren el consentimiento de su titular para su tratamiento. Al mismo tiempo, la CUIT de los contribuyentes es un dato de acceso público, que de hecho es publicada por la Agencia de Recaudación y Control Aduanero a través del Padrón de Personas Físicas y Jurídicas.

## Procedimiento para obtener la CUIT
La CUIT se obtiene en la Agencia de Recaudación y Control Aduanero, existiendo un trámite para las personas físicas y otro para las personas jurídicas que se describen en el sitio oficial del citado organismo recaudador. El trámite debe realizarse ante la Dependencia Zonal de ARCA que corresponda al domicilio de la persona o entidad solicitante.

## Procedimiento para obtener el dígito verificador
Tanto el CUIT (Clave Única de Identificación Tributaria) como el CUIL (Código Único de Identificación Laboral) constan de tres partes separados por guion:
- el tipo,
- el número y
- el dígito verificador.

En el siguiente ejemplo se toma como CUIT el número ##-12345678-X, donde ## es el tipo, 12345678 es el número de DNI o número de sociedad y X es el dígito verificador. Cabe aclarar que para los casos de documentos de 7 dígitos (por ejemplo 1234567), se debe agregar un 0 al inicio, quedando de la siguiente forma:  01234567, de manera que la clave completa quede con el siguiente formato: ##-01234567-X
Tipos:
- 20, 23, 24, 25, 26 y 27 para Personas Físicas
- 30, 33 y 34 para Personas Jurídicas.

El dígito verificador se calcula usando el algoritmo Módulo 11. Para obtenerlo si no lo conocemos o si queremos calcularlo:
- Se procede a tomar el número de 10 dígitos compuesto por los 2 primeros más los 8 dígitos siguientes, de derecha a izquierda, multiplicando cada dígito por los números que componen la serie numérica 2,3,4,5,6,7; y sumando el resultado de estos productos, como se muestra a continuación (si se ha aplicado la serie hasta el 7 y quedan dígitos por multiplicar, se comienza la serie nuevamente):

En el ejemplo (con el tipo = 20):  
| Dígito CUIT  |              |     |
| ------------ | ------------ | --- |
| 8            | x2=          | 16  |
| 7            | x3=          | 21  |
| 6            | x4=          | 24  |
| 5            | x5=          | 25  |
| 4            | x6=          | 24  |
| 3            | x7=          | 21  |
| 2            | x2=          | 4   |
| 1            | x3=          | 3   |
| 0            | x4=          | 0   |
| 2            | x5=          | 10  |
| SUMA_P =     | SUMA_P =     | 148 |
| SUMA_MOD11 = | SUMA_MOD11 = | 5   |
|              |              |     |

- Al número obtenido por la suma del producto de cada dígito por la serie ya mencionada, se le aplica módulo 11, o sea, se divide por 11 y se determina el resto de la división.

En el ejemplo:
SUMA_MOD11 = SUMA_P módulo 11 
Queda en SUMA_MOD11 el resto de dividir por 11
- Caso contrario el dígito verificador pasa a ser la diferencia entre (11 - Resto).
- Si el resto es 0= Entonces el dígito verificador = 0.
- Si el resto es 1= Entonces se aplica la siguiente regla:  
  - Si es hombre: el dígito verificador = 9 y "el tipo" pasa a ser 23
  - Si es mujer: el dígito verificador = 4 y "el tipo" pasa a ser 23

| Tipo original | Nuevo tipo | Dígito verificador |
| ------------- | ---------- | ------------------ |
| 20 (Hombre)   | 23         | 9                  |
| 27 (Mujer)    | 23         | 4                  |
| 24 (Repetido) | 23         | 3                  |
| 30 (Empresa)  | 33         | 9                  |
| 34 (Repetida) | 33         | 3                  |